# Leshan (ort i Kosovo)
Leshan (serbiska: Lešane, Лешане, albanska: Leshtane) är en ort i Kosovo. Den ligger i den södra delen av landet, 50 km sydväst om huvudstaden Priština. Leshan ligger 370 meter över havet och antalet invånare är 1 575.
Terrängen runt Leshan är varierad. Runt Leshan är det ganska tätbefolkat, med 222 invånare per kvadratkilometer. Närmaste större samhälle är Prizren, 13,1 km söder om Leshan. Trakten runt Leshan består till största delen av jordbruksmark.